# Howard E. Smith
Pour les articles homonymes, voir Smith et Howard Smith.
Howard Edward Smith — né le 5 décembre 1945 à Clearfield (Utah) — est un monteur américain, membre de l'ACE, généralement crédité Howard E. Smith ou Howard Smith.

## Biographie
À ce jour, Howard E. Smith est monteur d'une quarantaine de longs métrages, majoritairement américains et sortis à partir de 1982, dont Comme un chien enragé (1986, avec Christopher Walken et Sean Penn) et Glengarry (1992, avec Al Pacino et Jack Lemmon) de James Foley, Point Break (1991, avec Patrick Swayze et Keanu Reeves) et Le Poids de l'eau (2000, avec Ciarán Hinds et Sarah Polley) de Kathryn Bigelow, ou encore Sonny de Nicolas Cage (2002, avec James Franco et Brenda Blethyn).
Pour la télévision, après le téléfilm L'Été de la peur de Wes Craven (1978, avec Linda Blair et Jeremy Slate), Howard E. Smith collabore à un court métrage diffusé en 1988 de James Cameron — qu'il retrouve sur le film Abyss (1989, avec Ed Harris et Mary Elizabeth Mastrantonio) —,  puis à un second téléfilm, L'Angoisse d'une mère de Tim Hunter (1996, avec Nicollette Sheridan et Faye Dunaway).

## Filmographie partielle

### Cinéma
(films américains, sauf mention contraire)
- 1982 : Tex de Tim Hunter
- 1983 : La Quatrième Dimension (Twilight Zone: The Movie), film à sketches, épisode 4 Nightmare at 20,000 Feet de George Miller
- 1985 : Baby : Le Secret de la légende oubliée (Baby: Secret of the Lost Legend) de Bill L. Norton
- 1986 : Comme un chien enragé (At Close Range) de James Foley
- 1986 : Le Fleuve de la mort (River's Edge) de Tim Hunter
- 1987 : Aux frontières de l'aube (Near Dark) de Kathryn Bigelow
- 1989 : Abyss (The Abyss) de James Cameron
- 1990 : La mort sera si douce (After Dark, My Sweet) de James Foley
- 1991 : Point Break de Kathryn Bigelow
- 1992 : Glengarry (Glengarry Glen Ross) de James Foley
- 1995 : Instant de bonheur (Two Bits) de James Foley
- 1995 : Strange Days de Kathryn Bigelow
- 1997 : Le Pic de Dante (Dante's Peak) de Roger Donaldson
- 1998 : Judas Kiss de Sebastian Gutierrez
- 1999 : Le Corrupteur (The Corruptor) de James Foley
- 2000 : The Crow 3: Salvation (The Crow: Salvation) de Bharat Nalluri (film germano-américain)
- 2000 : Le Poids de l'eau (The Weight of Water) de Kathryn Bigelow
- 2001 : La Prison de verre (The Glass House) de Daniel Sackheim
- 2002 : Sonny de Nicolas Cage
- 2003 : City of Ghosts de Matt Dillon
- 2004 : Torque, la route s'enflamme (Torque) de Joseph Kahn
- 2004 : Incident au Loch Ness (Incident at Loch Ness) de Zak Penn (faux documentaire britannique)
- 2004 : Blade: Trinity de David S. Goyer
- 2006 : Des serpents dans l'avion (Snakes on a Plane) de David R. Ellis
- 2009 : Killing Gentleman (The Merry Gentleman) de Michael Keaton
- 2009 : The Collector de Marcus Dunstan
- 2014 : Knights of Badassdom de Joe Lynch
- 2014 : Bad Country de Chris Brinker

### Télévision
- 1978 : L'Été de la peur (Stranger in Our House), téléfilm de Wes Craven
- 1988 : Reach, téléfilm de James Cameron (court métrage)
- 1996 : L'Angoisse d'une mère (The People Next Door), téléfilm de Tim Hunter